# لارا (فیلم)
لارا (انگلیسی: Lara) فیلمی به کارگردانی یان-اوله گرستر محصول سال ۲۰۱۹ کشور آلمان است.